# Maximum Rocknroll
Maximum Rocknroll (även känd som Maximumrocknroll eller MRR) var en månadsvis utgiven amerikansk musikzine. Maximum Rocknroll grundades i Kalifornien av Tim Yohannan, där fokus låg på punkrock och hardcorepunk. Det första numret utkom i augusti 1982 och Maximum Rocknroll blev en väldigt inflytelserik zine inom punksubkulturen. I januari 2019 meddelades det att all publicering skulle upphöra inom kort och det sista numret utkom i maj 2019.